# Eleições distritais no Distrito Federal em 2018
As eleições distritais no Distrito Federal em 2018 foram realizadas em 7 de outubro (primeiro turno) e 28 de outubro (segundo turno), como parte das eleições gerais no Brasil. Os eleitores brasilienses aptos a votar elegeram seus representantes na seguinte proporção: oito deputados federais, dois senadores e vinte e quatro deputados distritais. Também escolheram o Presidente da República e o Governador do Distrito Federal para o mandato que se inicia em 1° de janeiro de 2019 e termina em 31 de dezembro de 2022. No pleito realizado em 7 de outubro, o estreante Ibaneis Rocha do MDB, recebeu 634.008 votos (41,97% dos votos válidos), sendo o segundo colocado o então governador candidato à reeleição Rodrigo Rollemberg, do PSB, que recebeu 210.510 votos (13,94% dos votos válidos). De acordo com a legislação, como nenhum dos candidatos atingiram mais de 50% dos votos válidos, realizou-se um segundo turno em 28 de outubro, onde Ibaneis Rocha foi eleito governador do Distrito Federal, com 1.042.574 votos (69,79% dos votos válidos), enquanto Rodrigo Rollemberg, recebeu 451.329 (30,21% dos votos válidos). Para a representação do Distrito Federal no Senado, foram eleitos a ex-atleta Leila Barros, a Leila do Vôlei, do PSB (467.787 votos, 17,76% dos votos válidos) e o deputado federal Izalci Lucas, do PSDB (403.735 votos, 15,33% dos votos válidos).

## Regras

### Governador e vice-governador
No geral, as regras para as eleições presidenciais também se aplicam às distritais. Isto é, as eleições têm dois turnos; se nenhum dos candidatos alcançar maioria absoluta dos votos válidos, um segundo turno entre os dois mais votados acontece.

### Senador
Conforme rodízio previsto para as eleições para o Senado, em 2018, duas vagas para cada UF seria disputada para o mandato de 8 anos. Os 2 candidatos mais votados exercerão o mandato entre 2019 e 2026. Nas eleições legislativas, não há segundo turno.

## Candidatos

### Candidatos a governador do DF
Onze candidatos disputaram o governo do Distrito Federal:
- Antônio Guillen (PSTU): O PSTU lançou o professor Antônio Guillen, de 57 anos, como candidato ao governo do Distrito Federal em 28 de julho. Guillen também é presidente regional do partido. O candidato a vice na chapa é Eduardo Zanata, também do PSTU.[7] Antônio Guillen é mestre em história e professor da rede pública do Distrito Federal há 29 anos. Ele fez parte do Sindicato dos Professores do DF, como delegado sindical. Segundo ele, a militância política começou em 1980 ainda na Universidade de Brasília (UnB), ao se engajar na luta contra a ditadura militar. No primeiro discurso como candidato, Guillen afirmou que apoia uma “revolução socialista” e convocou a militância a "fazer uma rebelião" contra pontos como o arrocho fiscal.

- Alberto Fraga (DEM): O DEM lançou ao governo do Distrito Federal o deputado Alberto Fraga, de 62 anos. A convenção do partido foi realizada em 4 de agosto. O vice na chapa será Alexandre Bispo, do PR.[8] Nascido em Estância (SE), Fraga mudou-se para Brasília aos 10 anos, onde fez carreira como policial militar e político. Ele está no quarto mandato na Câmara dos Deputados. Alberto Fraga entrou na Polícia Militar em 1974. Hoje, é coronel da reserva. O parlamentar é formado em direito, administração e educação física, e é mestre em segurança Pública. Ele passou pelo PMDB e pelo PTB antes de se filiar ao DEM.

- Alexandre Guerra (NOVO): O partido NOVO confirmou o nome de Alexandre Guerra como candidato ao governo do DF em 20 de julho, durante convenção regional em Brasília. O vice na chapa será o médico Erickson Blun, do mesmo partido.[9] Guerra tem 37 anos e atuou como empresário e CEO na rede de fast-food Giraffas por 18 anos. Nesse período, foi eleito pela revista "Forbes" como o melhor executivo do setor de alimentação do Brasil. O candidato também foi presidente do Instituto de FoodService Brasil (IFB) e vice-presidente da Associação Brasileira de Franchising. Nascido em Brasília, Guerra nunca disputou cargo em eleições.

- Eliana Pedrosa (PROS): O PROS anunciou a candidatura da ex-deputada distrital Eliana Pedrosa ao governo do Distrito Federal em 21 de julho. O vice na chapa é o também ex-deputado Alírio Neto (PTB). O anúncio foi feito em uma convenção coletiva de PROS, PTC, PTB, PMN e PATRI.[10] Eliana Pedrosa foi deputada distrital por três mandatos consecutivos, entre 2002 e 2014. De 2006 a 2009, foi secretária de Desenvolvimento Social do governo de José Roberto Arruda (PR). Em 2014, chegou a anunciar candidatura ao governo, mas disputou vaga na Câmara dos Deputados e ficou como suplente. Em abril deste ano, Eliana Pedrosa se filiou ao PROS e lançou candidatura ao governo. É a primeira vez que a empresária disputa o comando do Palácio do Buriti.

- Fátima Sousa (PSOL): O PSOL lançou no dia 28 de julho a enfermeira e professora Fátima Sousa, 57 anos, como candidata ao governo do Distrito Federal nas eleições de 2018. A vice na chapa é a assistente social Keka Bagno, também filiada ao PSOL.[11] Nascida em São José da Lagoa Tapada (PB), Maria Fátima de Sousa é enfermeira, mestra em ciências sociais e doutora honoris causa pela Universidade Federal da Paraíba. Tem doutorado em ciências da saúde pela Universidade de Brasília, com pós-doutorado na mesma área concluído no Canadá.

- Paulo Chagas (PRP): O general reservista do Exército Paulo Chagas, de 68 anos, foi lançado pelo PRP como candidato a governo do Distrito Federal em 4 de agosto. O candidato a vice será Adalberto Monteiro, presidente da legenda na capital.[12] Nascido no Rio de Janeiro, Chagas estudou no Colégio Militar da capital fluminense e na Academia Militar das Agulhas Negras, também no Rio. O general fez carreira em Brasília. Ele está na reserva há 12 anos, após 38 de serviço militar. Esta será a primeira vez que o general concorre a um cargo público. Chagas traçou como principais objetivos da campanha saúde, educação, segurança pública e mobilidade urbana.

- Júlio Miragaya (PT): O Partido dos Trabalhadores escolheu, no último dia das convenções, em 5 de agosto, o economista Júlio Miragaya como candidato ao Palácio do Buriti. A candidata a vice na chapa é Cláudia Farinha, também do PT.[13] Nascido no Rio de Janeiro, Miragaya mora em Brasília desde 1992. Ele é doutor em desenvolvimento econômico sustentável pela Universidade de Brasília (UnB). O candidato presidiu o Conselho Federal de Economia e Companhia de Planejamento do DF (Codeplan). Miragaya afirmou que, além da educação, segurança e mobilidade, o plano de governo do PT tem como foco a saúde pública e a geração de emprego.

- Ibaneis Rocha (MDB): O MDB lançou em 5 de agosto o advogado Ibaneis Rocha, de 47 anos, ao Palácio do Buriti nas eleições de 2018. O vice da chapa é o empresário Paco Britto, do AVANTE.[14] Nascido em Brasília, Ibaneis fez carreira na capital. Ele presidiu a seccional do DF da Ordem dos Advogados do Brasil (OAB-DF) de 2013 a 2015. Hoje, é diretor do conselho federal da OAB e corregedor-geral da entidade. O advogado se filiou ao MDB no ano passado. Ele tem pós-graduação em processo do trabalho e processo civil e é mestrando em gestão e políticas públicas pelo Instituto Superior de Ciências Sociais e Políticas da Universidade de Lisboa.

- Renan Rosa (PCO): O PCO oficializou a candidatura do bancário Renan Rosa, de 53 anos, ao governo do Distrito Federal em 5 de agosto, último dia das convenções partidárias. Gilson Dobbin, também filiado ao PCO, é candidato a vice.[15] Nascido em Iguatu (CE), Renan é bancário desde 1987. Formado em letras pela Universidade de Brasília (UnB), ele é analista de TI no Banco do Brasil e ocupa um cargo diretoria-geral do Sindicato dos Bancários do DF. Esta é a primeira vez que Renan Rosa concorre ao governo da capital. Ele afirmou que todas as candidaturas do PCO vão lutar "contra o golpe de estado imposto ao país". O Tribunal Regional Eleitoral (TRE-DF) rejeitou todos os pedidos de registro de candidatura do Partido da Causa Operária (PCO) no Distrito Federal, no dia 10 de setembro. A decisão afetou, inclusive, a candidatura de Renan Rosa ao governo do DF, que chegou a concorrer sub-judice.[16]

- Rodrigo Rollemberg (PSB): O PSB confirmou, no dia 28 de julho, o atual governador do Distrito Federal, Rodrigo Rollemberg, 59 anos, como candidato à reeleição nas eleições de 2018. O candidato a vice na chapa é Eduardo Brandão, do PV.[17] Formado em história pela Universidade de Brasília (UnB), Rodrigo Rollemberg nasceu no Rio de Janeiro e se mudou para Brasília com menos de 1 ano, em 1960. Filiado ao PSB desde 1985, ele se candidatou pela primeira vez no DF em 1994. No primeiro discurso como candidato à reeleição, Rollemberg disse que vai continuar fazendo do combate à corrupção um dos pilares da campanha.

- Rogério Rosso (PSD): O PSD anunciou, em 4 de julho, o nome do deputado federal Rogério Rosso, de 49 anos, como candidato a governador nas eleições de 2018. O vice da chapa é o engenheiro Egmar Tavares, do PRB.[18] Formado em direito pelo UniCeub, Rosso tem especializações em marketing e em direito tributário. Ele governou o Distrito Federal em 2010, ao ser eleito de forma indireta pela Câmara Legislativa. Em discurso no lançamento da campanha, Rosso disse que os inimigos da cidade são o desemprego, a saúde, a insegurança e a falta de respeito com pessoas em situação financeira difícil.

| Candidato(a) a governador(a) | Candidato(a) a governador(a) | Candidato(a) a governador(a) | Último cargo que ocupou                    | Partido e número | Candidato(a) a vice-governador(a) | Coligação                                             |
| ---------------------------- | ---------------------------- | ---------------------------- | ------------------------------------------ | ---------------- | --------------------------------- | ----------------------------------------------------- |
| Antônio Guillen              |                              |                              | —                                          | PSTU — 16        | Eduardo Zanata (PSTU)             | —                                                     |
| Alberto Fraga                |                              |                              | Deputado federal (2015-2019)               | DEM — 25         | Alexandre Bispo (PR)              | Coragem e Respeito Pelo Povo (DEM, PR, PSDB, DC)      |
| Alexandre Guerra             |                              |                              | —                                          | NOVO — 30        | Erickson Blun (NOVO)              | —                                                     |
| Eliana Pedrosa               |                              |                              | Deputada distrital (2003-2014)             | PROS — 90        | Alírio Neto (PTB)                 | Juntos de Você (PROS, PTB, PHS, PATRI, PMN, PTC, PMB) |
| Fátima Sousa                 |                              |                              | —                                          | PSOL — 50        | Keka Bagno (PSOL)                 | Elas Por Nós: Sem Medo de Mudar o DF (PSOL, PCB)      |
| Paulo Chagas                 |                              |                              | —                                          | PRP — 44         | Adalberto Monteiro (PRP)          | Brasília Acima de Tudo (PRP, PRTB)                    |
| Ibaneis Rocha                |                              |                              | —                                          | MDB — 15         | Paco Britto (AVANTE)              | Pra Fazer a Diferença (MDB, AVANTE, PP, PSL, PPL)     |
| Júlio Miragaya               |                              |                              | —                                          | PT — 13          | Cláudia Farinha (PT)              | —                                                     |
| Renan Rosa                   |                              |                              | —                                          | PCO — 29         | Gilson Dobbin (PCO)               | —                                                     |
| Rodrigo Rollemberg           |                              |                              | Governador do Distrito Federal (2015-2018) | PSB — 40         | Eduardo Brandão (PV)              | Brasília de Mãos Limpas (PSB, PV, PCdoB, PDT, REDE)   |
| Rogério Rosso                |                              |                              | Deputado federal (2015-2019)               | PSD — 55         | Egmar Tavares (PRB)               | Unidos Pelo DF (PSD, PRB, PPS, SD, PODE, PSC)         |

### Candidatos ao Senado Federal
Vinte candidaturas foram confirmadas para a representação do Distrito Federal no Senado:
- Átila Maia (PRTB): Átila Maia, 61 anos, é natural de Natal. Militar da Força Aérea Brasileira, foi assessor parlamentar da Aeronáutica na Assembleia Legislativa de Santa Catarina e na Câmara dos Deputados. Também foi secretário-executivo do Ministério da Pesca e Aquicultura e assessorou a missão permanente do Brasil junto à Organização dos Estados Americanos (OEA).

- Chico Sant'anna (PSOL): Chico Sant'anna, 60 anos, é natural do Rio de Janeiro e jornalista. Foi presidente do Sindicato dos Jornalistas Profissionais do Distrito Federal e vice-presidente de federações sindicais da categoria em nível nacional (Fenaj), continental (Felap) e global (FIJ). Também concorreu ao Senado em 2010, tendo obtido 16,4 mil votos e alcançado a 7ª colocação entre 10 candidatos.

- Chico Leite (REDE): Chico Leite é natural de Milagres (CE) e tem 54 anos. Promotor público e professor de Direito, Chico Leite exerce mandato na Câmara Legislativa, para qual tem sido sucessivamente eleito desde 2002. Como promotor, atuou na área penal e na defesa da cidadania. Como deputado distrital, foi autor de leis pela transparência na administração pública.

- Cristovam Buarque (PPS): Cristovam Buarque tem 74 anos e disputa o terceiro mandato como senador. Natural de Recife, fez doutorado em economia em Paris. Em 1979, voltou ao Brasil para dar aulas na Universidade de Brasília. No final do regime militar, foi eleito reitor da UnB, cargo que ocupou de 1985 a 1989. Foi governador do DF de 1995 a 1998. Elegeu-se senador em 2002, tendo sido reeleito em 2010. Foi ministro da Educação no primeiro mandato do governo Lula.

- Danilo Matoso (PCO): Nascido em Brasília, Danilo Matoso tem 44 anos de idade. É formado em arquitetura e urbanismo. Matoso é funcionário da Câmara dos Deputados, onde exerce a profissão de arquiteto, e é militante da Corrente Sindical Nacional Causa Operária e funcionário da Câmara dos Deputados. Chegou a ter a candidatura indeferida, mas um recurso de seu partido junto ao TSE garantiu sua presença na disputa.

- Fadi Faraj (PRP): Fadi Faraj nasceu há 53 anos no Líbano. Naturalizado brasileiro, Faraj é pastor evangélico. Fundou a Igreja Ministério da Fé, cuja matriz fica na região administrativa de Taguatinga (DF). Disputou as eleições de 2014 e elegeu-se segundo suplente na chapa do senador Reguffe (sem partido-DF).

- Fernando Marques (SD): Fernando Marques, 64 anos, é natural de Belo Horizonte (MG) e empresário. É proprietário da companhia farmacêutica União Química e diretor-presidente da Associação dos Laboratórios Farmacêuticos Nacionais (Alanac). Foi vice-presidente do da ONG Grupo de Apoio ao Adolescente e à Criança com Câncer (Graacc).

- Helio Queiroz (PP): Helio Queiroz é natural de Ibipeba, na Bahia, e tem 44 anos. Empresário, formado em administração, o candidato foi eleito presidente do Sindicato dos Fotógrafos e Cinegrafistas do Distrito Federal (Sinfoc) e faz parte da diretoria da Federação do Comércio de Bens, Serviços e Turismo do DF (Fecomércio-DF). Ele se candidata pela primeira vez. Renunciou à sua candidatura.[21]

- Izalci Lucas (PSDB): Izalci Lucas Ferreira nasceu em Araújos (MG) e tem 62 anos. Formado em contabilidade, foi bancário, professor e sindicalista. Está em seu terceiro mandato de deputado federal, cargo que assumiu, como suplente, em 2008, e para o qual foi eleito em 2010 e 2014. Também foi deputado distrital e assumiu a gestão da Secretaria de Ciência e Tecnologia do Distrito Federal durante os governos de Joaquim Roriz (2002-2006) e José Roberto Arruda (2007-2010).

- João Pedro Ferraz (PPL): Natural em Sentinela do Sul (RS), João Pedro Ferraz  tem 66 anos. Advogado trabalhista, ingressou no Ministério Público do Trabalho em 1982. Professor de Direito, foi procurador-geral do Trabalho, tento presidido a Associação Nacional dos Procuradores do Trabalho (ANPT). É membro da diretoria da Associação Brasileira de Advogados Trabalhistas (Abrat) e foi conselheiro da OAB-DF. Teve sua candidatura indeferida e concorreu sub-judice.[21]

- Everardo Ribeiro (PMN): Everardo Ribeiro, 64 anos, é natural de Unaí (MG) e juiz aposentado do Tribunal de Justiça do Distrito Federal e dos Territórios (TJDFT). Foi delegado da Polícia Civil do DF, e exerceu assessoria no Senado Federal e no Ministério da Indústria, Comércio Exterior e Serviços (Mdic). Foi candidato a deputado distrital em 2006, 2010 e 2014, mas não se elegeu.

- Leila do Vôlei (PSB): Leila Barros, também conhecida como "Leila do Vôlei", nasceu em Brasília e tem 47 anos. Projetou-se como jogadora profissional de vôlei, participando de três olimpíadas (1992, 1996 e 2000) e conquistando medalha de bronze nas duas últimas. Em 2014, concorreu à Câmara Legislativa e passou a ocupar a primeira suplência da sua coligação. Foi secretária de Esportes e Lazer do DF entre 2015 e 2018.

- Marcelo Neves (PT): Marcelo Neves, 61 anos, é natural do Recife (PE) e advogado. Professor de direito público na Universidade de Brasília (UnB), também passou por USP, UFPE, PUC-SP e instituições da Suíça e da Alemanha. Foi procurador municipal no Recife e membro do Conselho Nacional de Justiça.

- Marivaldo Pereira (PSOL): Marivaldo Pereira, 39 anos, é natural de Brasília (DF) e servidor público federal. Foi subchefe para Assuntos Jurídicos da Casa Civil e exerceu diversas funções no Ministério da Justiça, onde chegou a secretário-executivo. Trabalhou também como assessor na Câmara Municipal de São Paulo (SP) e na Câmara dos Deputados.

- Paulo Roque (NOVO): Paulo Roque, 51 anos, é natural de Cajuri (MG) e advogado. É especializado em direito do consumidor e foi comentarista do assunto na Rádio CBN durante 10 anos. Foi conselheiro da OAB-DF e diretor da Escola Superior de Advocacia da instituição.

- Professora Amábile (PR): Amábile Andrade, 63 anos, é natural de São Paulo (SP) e professora de ensino médio. Diretora e proprietária do Colégio Dromos, foi presidente da Federação Nacional das Escolas Particulares (Fenep). Foi candidata a deputada distrital em 2006, mas não se elegeu.

- Robson da Silva (PSTU): Robson da Silva, 48 anos, é natural do Rio de Janeiro (RJ) e professor de ensino médio. Leciona na rede pública e é militante do movimento sindical do magistério. Também concorreu ao Senado em 2014 e 2010 e foi candidato a deputado federal em 2006, mas não se elegeu.

- Romilda Teixeira (PSDB): Teve sua candidatura indeferida.[21]

- Walisson Nascimento (PTB): Renunciou à sua candidatura.[21]

- Wasny de Roure (PT): Wasny de Roure, 67 anos, é natural de Goiânia. Deputado distrital, é formado em Economia. Fez mestrado na UFMG e na Universidade de Oxford, na Inglaterra. Foi diretor do Departamento Intersindical de Estatística e Estudos Socioeconômicos (Dieese) no DF e secretário distrital da Fazenda (1995). Tem cinco mandatos como deputado distrital (1991-2003 e 2011-2019) e foi presidente da Câmara Legislativa do DF entre 2013 e 2015. Também foi deputado federal entre 2003 e 2007.

| Candidato(a) a senador(a) | Candidato(a) a senador(a) | Candidato(a) a senador(a) | Último cargo que ocupou                                        | Partido e número | Candidatos(as) a suplentes                                     | Coligação                                             |
| ------------------------- | ------------------------- | ------------------------- | -------------------------------------------------------------- | ---------------- | -------------------------------------------------------------- | ----------------------------------------------------- |
| Átila Maia                |                           |                           | —                                                              | PRTB — 281       | 1º: Sulamita Muniz (PRTB) 2º: Rodney Fernandes (PRTB)          | Brasília Acima de Tudo (PRP, PRTB)                    |
| Fadi Faraj                |                           |                           | —                                                              | PRP — 444        | 1º: Roberta Macedo (PRP) 2º: Almir Lopes (PRP)                 | Brasília Acima de Tudo (PRP, PRTB)                    |
| Chico Leite               |                           |                           | Deputado distrital (2003-2018)                                 | REDE — 180       | 1º: Álvaro Silveira Júnior (PSB) 2º: Djacyr Arruda (PDT)       | Brasília de Mãos Limpas (PSB, PV, PCdoB, PDT, REDE)   |
| Leila do Vôlei            |                           |                           | Secretária de Esportes e Lazer do Distrito Federal (2015-2018) | PSB — 408        | 1º: Leany Lemos (PSB) 2º: Ivonete Nascimento (PCdoB)           | Brasília de Mãos Limpas (PSB, PV, PCdoB, PDT, REDE)   |
| Chico Sant'anna           |                           |                           | —                                                              | PSOL — 501       | 1º: Lincoln Macário (PSOL) 2º: Eduardo D'Albergaria (PSOL)     | Elas Por Nós: Sem Medo de Mudar o DF (PSOL, PCB)      |
| Marivaldo Pereira         |                           |                           | —                                                              | PSOL — 500       | 1º: Marcos Toscano (PSOL) 2º: Fernanda Granja (PSOL)           | Elas Por Nós: Sem Medo de Mudar o DF (PSOL, PCB)      |
| Cristovam Buarque         |                           |                           | Senador (2003-2019)                                            | PPS — 233        | 1º: Bispo Manoel Ferreira (PSC) 2º: Marcelo Aguiar (PPS)       | Unidos Pelo DF (PSD, PRB, PPS, SD, PODE, PSC)         |
| Fernando Marques          |                           |                           | —                                                              | SD — 777         | 1º: Pastor João Clerot (PODE) 2º: Major Fernando Passos (SD)   | Unidos Pelo DF (PSD, PRB, PPS, SD, PODE, PSC)         |
| Danilo Matoso             |                           |                           | —                                                              | PCO — 290        | 1º: Joaquim Benedito (PCO) 2º: Elizângela Silva "Milla" (PCO)  | —                                                     |
| Hélio Queiroz             |                           |                           | —                                                              | PP — 111         | 1º: Lucas Kontoyanis (AVANTE) 2º: Marcos Domingos (PP)         | Pra Fazer a Diferença (MDB, AVANTE, PP, PSL, PPL)     |
| João Pedro Ferraz         |                           |                           | —                                                              | PPL — 544        | 1º: José Roberto Rutkoski (PPL) 2º: Professor Carpintero (PPL) | Pra Fazer a Diferença (MDB, AVANTE, PP, PSL, PPL)     |
| Izalci Lucas              |                           |                           | Deputado federal (2008-2019)                                   | PSDB — 456       | 1º: Luis Felipe Belmonte (PSDB) 2º: André Filipe (PR)          | Coragem e Respeito Pelo Povo (DEM, PR, PSDB, DC)      |
| Professora Amábile        |                           |                           | —                                                              | PR — 222         | 1º: Francisco Ferraz (DEM) 2º: Lourdinha Werneck (PSDB)        | Coragem e Respeito Pelo Povo (DEM, PR, PSDB, DC)      |
| Romilda Teixeira          |                           |                           | —                                                              | PSDB — 459       | 1º: Jairo Teixeira (PSDB) 2º:                                  | Coragem e Respeito Pelo Povo (DEM, PR, PSDB, DC)      |
| Everardo Ribeiro          |                           |                           | —                                                              | PMN — 333        | 1º: Weslian Roriz (PMN) 2º: Takane Kiyotsuka (PTC)             | Juntos de Você (PROS, PTB, PHS, PATRI, PMN, PTC, PMB) |
| Walisson Nascimento       |                           |                           | —                                                              | PTB — 144        | 1º: Eurípedes Júnior (PROS) 2º: Cristian Viana (PHS)           | Juntos de Você (PROS, PTB, PHS, PATRI, PMN, PTC, PMB) |
| Marcelo Neves             |                           |                           | —                                                              | PT — 133         | 1º: Cris Santos (PT) 2º: Iolanda Rodrigues Rocha (PT)          | —                                                     |
| Wasny de Roure            |                           |                           | Deputado distrital (2011-2018)                                 | PT — 131         | 1º: Olga Cristina (PT) 2º: Zé Alves (PT)                       | —                                                     |
| Paulo Roque               |                           |                           | —                                                              | NOVO — 300       | 1º: Fidelis Fantin (NOVO) 2º: César Olesk (NOVO)               | —                                                     |
| Robson da Silva           |                           |                           | —                                                              | PSTU — 160       | 1º: Silvio Soares Filho (PSTU) 2º: Renato dos Santos (PSTU)    | —                                                     |

## Pesquisas de intenção de voto

### Governador
| Divulgação             | Instituto | Margem de erro | Candidato     | Candidato   | Candidato     | Candidato        | Candidato   | Candidato    | Candidato | Brancos ou Nulos | Nenhum ou Não sabe |
| Divulgação             | Instituto | Margem de erro | Eliana (PROS) | Fraga (DEM) | Ibaneis (MDB) | Rollemberg (PSB) | Rosso (PSD) | Chagas (PRP) | Outros    | Brancos ou Nulos | Nenhum ou Não sabe |
| ---------------------- | --------- | -------------- | ------------- | ----------- | ------------- | ---------------- | ----------- | ------------ | --------- | ---------------- | ------------------ |
| 22 de agosto de 2018   | Datafolha | ±3%            | 15%           | 8%          | 2%            | 14%              | 13%         | 5%           | 10%[A]    | 24%              | 8%                 |
| 24 de agosto de 2018   | Ibope     | ±3%            | 14%           | 10%         | 2%            | 12%              | 8%          | 3%           | 8%[B]     | 31%              | 12%                |
| 6 de setembro de 2018  | Datafolha | ±3%            | 18%           | 10%         | 4%            | 15%              | 12%         | 3%           | 9%[C]     | 21%              | 8%                 |
| 12 de setembro de 2018 | Ibope     | ±3%            | 23%           | 13%         | 7%            | 12%              | 10%         | 3%           | 9%[D]     | 15%              | 8%                 |
| 17 de setembro de 2018 | Ibope     | ±3%            | 22%           | 14%         | 9%            | 11%              | 10%         | 5%           | 8%[E]     | 13%              | 8%                 |
| 20 de setembro de 2018 | Datafolha | ±3%            | 20%           | 14%         | 13%           | 12%              | 11%         | 5%           | 7%[F]     | 14%              | 4%                 |

[A] - Outros cinco candidatos foram citados por pelo menos 1% dos entrevistados:Fátima Sousa (PSOL) 3%, Júlio Miragaya (PT) 3%, Alexandre Guerra (Novo) 2%, Antônio Guillen (PSTU) 1% e Renan Rosa (PCO) 1%.

[B] - Outros quatro candidatos foram citados por pelo menos 1% dos entrevistados: Júlio Miragaya (PT) 3%
Fátima Sousa (PSOL) 2%, Alexandre Guerra (Novo) 2% e Renan Rosa (PCO) 1%. Já Antônio Guillen (PSTU) teve 0% das intenções de voto.

[C] - Outros três candidatos foram citados por pelo menos 1% dos entrevistados: Fátima Sousa (PSOL) 3%
Júlio Miragaya (PT) 3% e Alexandre Guerra (Novo) 3%. Renan Rosa (PCO) teve 0% e Antônio Guillen (PSTU) não pontuou.

[D] - Outros quatro candidatos foram citados por pelo menos 1% dos entrevistados: Júlio Miragaya (PT) 4%, Alexandre Guerra (Novo) 2%, Fátima Sousa (PSOL) 2% e Renan Rosa (PCO) 1%. Já Antônio Guillen (PSTU) registrou 0%.

[E] - Outros quatro candidatos foram citados por pelo menos 1% dos entrevistados: Alexandre Guerra (Novo) 3%, Júlio Miragaya (PT) 3%, Fátima Sousa (PSOL) 1% e Renan Rosa (PCO) 1%. Antônio Guillen (PSTU) teve 0%.

[F] - Outros três candidatos foram citados por pelo menos 1% dos entrevistados: Júlio Miragaya (PT) 3%, Alexandre Guerra (Novo) 2% e Fátima Sousa (PSOL) 2%. Renan Rosa (PCO) e Antônio Guillen (PSTU) registraram 0%.

### Senado Federal
Levando em conta que para o senado o eleitor irá votar duas vezes, as pesquisas possuem um universo de 200%
| Período da pesquisa | Instituto | Margem de erro | Candidato   | Candidato     | Candidato     | Candidato    | Candidato  | Candidato   | Candidato    | Candidato  | Candidato    | Candidato    | Candidato    | Candidato     | Candidato      | Candidato        | Candidato    | Candidato    | Candidato    | Candidato       | Candidato      | Candidato     | Brancos ou Nulos | Não sabe |
| Período da pesquisa | Instituto | Margem de erro | Leila (PSB) | Buarque (PPS) | Izalci (PSDB) | Leite (REDE) | Wasny (PT) | Faraj (PRP) | Marques (SD) | Neves (PT) | Roque (NOVO) | Queiroz (PP) | Átila (PRTB) | Ribeiro (PMN) | Pereira (PSOL) | Sant'Anna (PSOL) | Amábile (PR) | Matoso (PCO) | Ferraz (PPL) | Teixeira (PSDB) | Walisson (PTB) | Robson (PSTU) | Brancos ou Nulos | Não sabe |
| ------------------- | --------- | -------------- | ----------- | ------------- | ------------- | ------------ | ---------- | ----------- | ------------ | ---------- | ------------ | ------------ | ------------ | ------------- | -------------- | ---------------- | ------------ | ------------ | ------------ | --------------- | -------------- | ------------- | ---------------- | -------- |
| 09/09 a 11/09/2018  | Ibope     | ±3%            | 24%         | 21%           | 20%           | 12%          | 11%        | 6%          | 1%           | 3%         | 3%           | 3%           | 2%           | 2%            | 1%             | 2%               | 2%           | 1%           | 1%           | 1%              | 1%             | 1%            | 42%              | 40%      |
| 14/09 a 16/09/2018  | Ibope     | ±3%            | 25%         | 20%           | 19%           | 11%          | 11%        | 7%          | 2%           | 4%         | 3%           | 2%           | 2%           | 2%            | 2%             | 2%               | 2%           | 1%           | 1%           | 1%              | 1%             | 1%            | 39%              | 42%      |
| 24/09 a 26/09/2018  | Ibope     | ±3%            | 25%         | 22%           | 22%           | 15%          | 13%        | 8%          | 3%           | 3%         | 3%           | 2%           | 2%           | 2%            | 2%             | 1%               | 1%           | 1%           | 1%           | 1%              | 0%             | 0%            | 42%              | 31%      |

## Resultados da eleição
Segundo os dados do Tribunal Superior Eleitoral, no Distrito Federal, 1.691.392 eleitores (81,27% do eleitorado) compareceram às urnas no primeiro turno das eleições (7 de outubro) e 389.826 eleitores (18,73% do eleitorado) se abstiveram de votar. No segundo turno (28 de outubro), 1.687.230 eleitores (81,06% do eleitorado) compareceram às urnas, enquanto 394.275 eleitores (18,94% do eleitorado) se abstiveram.

### Governador

#### Primeiro turno
Conforme dados do Tribunal Superior Eleitoral, foram apurados 1.510.468 votos válidos (89,3%), 66.576 votos em branco (3,94%) e 113.619 votos nulos (6,72%), resultando no comparecimento de 1.691.392 eleitores.
| Candidato(a)           | Votos   | Porcentagem |
| ---------------------- | ------- | ----------- |
| Ibaneis Rocha MDB      | 634.008 | 41,97%      |
| Rodrigo Rollemberg PSB | 210.510 | 13,94%      |
| Rogério Rosso PSD      | 169.785 | 11,24%      |
| Paulo Chagas PRP       | 110.973 | 7,35%       |
| Eliana Pedrosa PROS    | 105.579 | 6,99%       |
| Alberto Fraga DEM      | 88.840  | 5,88%       |
| Fátima Sousa PSOL      | 65.648  | 4,35%       |
| Alexandre Guerra NOVO  | 63.261  | 4,19%       |
| Júlio Miragaya PT      | 60.592  | 4,01%       |
| Antônio Guillen PSTU   | 1.272   | 0,08%       |
| Renan Rosa PCO         | 0       | 0%          |

| Partido | Partido | Candidato  | Votos     | Votos (%) |
| ------- | ------- | ---------- | --------- | --------- |
|         | MDB     | Ibaneis    | 634 008   | 41,97%    |
|         | PSB     | Rollemberg | 210 510   | 13,94%    |
|         | PSD     | Rosso      | 169 785   | 11,24%    |
|         | PRP     | Chagas     | 110 973   | 7,35%     |
|         | PROS    | Eliana     | 105 579   | 6,99%     |
|         | DEM     | Fraga      | 88 840    | 5,88%     |
|         | PSOL    | Fátima     | 65 648    | 4,35%     |
|         | NOVO    | Guerra     | 63 261    | 4,19%     |
|         | PT      | Miragaya   | 60 592    | 4,01%     |
|         | PSTU    | Antônio    | 1 272     | 0,08%     |
|         | PCO     | Renan      | 0         | 0%        |
| Totais  | Totais  | Totais     | 1 510 468 |           |

#### Segundo turno
Conforme dados do Tribunal Superior Eleitoral, foram apurados 1.493.903 votos válidos (88,54%), 58.471 votos em branco (3,47%) e 134.856 votos nulos (7,99%), resultando no comparecimento de 1.687.230 eleitores.
| Candidato(a)           | Votos     | Porcentagem |
| ---------------------- | --------- | ----------- |
| Ibaneis Rocha MDB      | 1.042.574 | 69,79%      |
| Rodrigo Rollemberg PSB | 451.329   | 30,21%      |

| Partido | Partido | Candidato  | Votos     | Votos (%) |
| ------- | ------- | ---------- | --------- | --------- |
|         | MDB     | Ibaneis    | 1 042 574 | 69,79%    |
|         | PSB     | Rollemberg | 451 329   | 30,21%    |
| Totais  | Totais  | Totais     | 1 493 903 |           |

### Senador
Conforme dados do Tribunal Superior Eleitoral, foram apurados 2.634.417 votos válidos (77,88%), 324.813 votos em branco (9,6%) e 402.747 votos nulos (11,91%), totalizando 3.382.784 votos dados pelos 1.691.392 eleitores comparecentes que, nesta eleição, tinham o direito de votar em dois senadores.
| Candidato(a)           | Votos   | Porcentagem |
| ---------------------- | ------- | ----------- |
| Leila Barros PSB       | 467.787 | 17,76%      |
| Izalci Lucas PSDB      | 403.735 | 15,33%      |
| Cristovam Buarque PPS  | 317.778 | 12,06%      |
| Fadi Faraj PRP         | 268.078 | 10,18%      |
| Wasny de Roure PT      | 218.058 | 8,28%       |
| Paulo Roque NOVO       | 202.834 | 7,70%       |
| Chico Leite REDE       | 195.641 | 7,43%       |
| Átila Maia PRTB        | 135.573 | 5,15%       |
| Fernando Marques SD    | 124.904 | 4,74%       |
| Marivaldo Pereira PSOL | 83.112  | 3,15%       |
| Everardo Ribeiro PMN   | 77.682  | 2,95%       |
| Marcelo Neves PT       | 73.753  | 2,80%       |
| Professora Amábile PR  | 43.089  | 1,64%       |
| Chico Sant'anna PSOL   | 17.074  | 0,65%       |
| Robson da Silva PSTU   | 5.319   | 0,20%       |
| João Pedro Ferraz PPL  | 0       | 0%          |
| Danilo Matoso PCO      | 0       | 0%          |
| Hélio Queiroz PP       | 0       | 0%          |

| Partido | Partido | Candidato | Votos     | Votos (%) |
| ------- | ------- | --------- | --------- | --------- |
|         | PSB     | Leila     | 467 787   | 17,76%    |
|         | PSDB    | Izalci    | 403 735   | 15,33%    |
|         | PPS     | Cristovam | 317 778   | 12,06%    |
|         | PRP     | Faraj     | 268 078   | 10,18%    |
|         | PT      | Wasny     | 218 058   | 8,28%     |
|         | NOVO    | Roque     | 202 834   | 7,7%      |
|         | REDE    | Chico     | 195 641   | 7,43%     |
|         | PRTB    | Átila     | 135 573   | 5,15%     |
|         | SD      | Marques   | 124 904   | 4,74%     |
|         | PSOL    | Marivaldo | 83 112    | 3,15%     |
|         | PMN     | Ribeiro   | 77 682    | 2,95%     |
|         | PT      | Neves     | 73 753    | 2,8%      |
|         | PR      | Amábile   | 43 089    | 1,64%     |
|         | PSOL    | Sant'anna | 17 074    | 0,65%     |
|         | PSTU    | Robson    | 5 319     | 0,2%      |
|         | PPL     | Ferraz    | 0         | 0%        |
|         | PCO     | Matoso    | 0         | 0%        |
|         | PP      | Queiroz   | 0         | 0%        |
| Totais  | Totais  | Totais    | 2 634 417 |           |

### Deputados federais eleitos
Foram oito os deputados federais eleitos para a representação do Distrito Federal na Câmara dos Deputados. Conforme o Tribunal Superior Eleitoral, foram apurados 1.353.183 votos nominais (93,98%) e 86.693 votos de legenda (6,02%) resultando em 1.439.876 votos válidos. Esta quantidade de votos válidos (85,13%), somada aos 122.858 votos em branco (7,26%) e 128.658 votos nulos (7,61%), resultou no comparecimento de 1.691.392 eleitores.

Representação eleita do DF na Câmara dos Deputados
  PR: 1
  PT: 1
  DEM: 1
  PRP: 1
  PRB: 1
  PPS: 1
  PP: 1
  PV: 1

| Número | Candidato(a)     | Partido | Votos   | Porcentagem |
| ------ | ---------------- | ------- | ------- | ----------- |
| 2200   | Flávia Arruda    | PR      | 121.340 | 8,43%       |
| 1331   | Erika Kokay      | PT      | 89.986  | 6,25%       |
| 4417   | Bia Kicis        | PRP     | 86.415  | 6%          |
| 1010   | Julio Cesar      | PRB     | 79.775  | 5,54%       |
| 4343   | Professor Israel | PV      | 67.598  | 4,69%       |
| 2555   | Luis Miranda     | DEM     | 65.107  | 4,52%       |
| 2345   | Paula Belmonte   | PPS     | 46.069  | 3,20%       |
| 1122   | Celina Leão      | PP      | 31.610  | 2,20%       |

### Deputados distritais eleitos
Foram eleitos vinte e quatro os deputados distritais para a Câmara Legislativa do Distrito Federal. Conforme o Tribunal Superior Eleitoral, foram apurados 1.396.434 votos nominais (94,51%) e 81.132 votos de legenda (5,49%) resultando em 1.477.566 votos válidos. Esta quantidade de votos válidos (87,36%), somada aos 87.589 votos em branco (5,18%) e 126.237 votos nulos (7,46%), resultou no comparecimento de 1.691.392 eleitores.

Representação eleita para a Câmara Legislativa
  PT: 2
  PSB: 2
  PDT: 2
  PRB: 2
  PROS: 2
  AVANTE: 2
  PODE: 1
  PP: 1
  MDB: 1
  PR: 1
  NOVO: 1
  PTC: 1
  PSC: 1
  PHS: 1
  PSOL: 1
  PRP: 1
  PSD: 1
  REDE: 1

| Número | Candidato(a)       | Partido | Votos  | Porcentagem |
| ------ | ------------------ | ------- | ------ | ----------- |
| 10123  | Martins Machado    | PRB     | 29.457 | 1,99%       |
| 90190  | Fernando Fernandes | PROS    | 29.420 | 1,99%       |
| 12345  | Reginaldo Veras    | PDT     | 27.998 | 1,89%       |
| 15222  | Rafael Prudente    | MDB     | 26.373 | 1,78%       |
| 10456  | Delmasso           | PRB     | 23.227 | 1,57%       |
| 13100  | Chico Vigilante    | PT      | 20.975 | 1,42%       |
| 55000  | Robério Negreiros  | PSD     | 18.819 | 1,27%       |
| 22123  | Agaciel Maia       | PR      | 17.715 | 1,20%       |
| 40111  | José Gomes         | PSB     | 16.537 | 1,12%       |
| 13131  | Arlete Sampaio     | PT      | 15.537 | 1,05%       |
| 12123  | Cláudio Abrantes   | PDT     | 14.238 | 0,96%       |
| 19200  | Jorge Vianna       | PODE    | 13.070 | 0,88%       |
| 20000  | Iolando            | PSC     | 13.000 | 0,88%       |
| 36000  | Eduardo Pedrosa    | PTC     | 12.806 | 0,87%       |
| 70888  | João Cardoso       | AVANTE  | 12.654 | 0,86%       |
| 40193  | Roosevelt Vilela   | PSB     | 12.257 | 0,83%       |
| 90123  | Telma Rufino       | PROS    | 11.715 | 0,79%       |
| 31190  | Hermeto            | PHS     | 11.552 | 0,78%       |
| 50123  | Fábio Félix        | PSOL    | 10.955 | 0,74%       |
| 11234  | Valdelino Barcelos | PP      | 9.704  | 0,66%       |
| 44222  | Daniel Donizet     | PRP     | 9.128  | 0,62%       |
| 30444  | Júlia Lucy         | NOVO    | 7.655  | 0,52%       |
| 70200  | Reginaldo Sardinha | AVANTE  | 6.738  | 0,46%       |
| 18061  | Leandro Grass      | REDE    | 6.578  | 0,45%       |